# Juan Pantoja de la Cruz
Juan Pantoja de La Cruz (n. 1553, Valladolid, Coroana Castiliei – d. 26 octombrie 1608, Madrid, Madrid⁠(d), Spania) a fost un pictor spaniol, unul dintre cei mai buni reprezentanți ai școlii spaniole de pictori de curte. A lucrat pentru Filip al II-lea și Filip al III-lea. La Muzeul Prado se găsesc exemple ale stilului său sever de portretizare.

## Biografie
Juan Pantoja de La Cruz s-a născut în 1553 la Valladolid. Se cunosc foarte puține lucruri despre anii săi de formare ca pictor. A fost elevul pictorului de curte Alonso Sánchez Coello⁠(d) la Madrid și probabil că l-a ajutat pe maestrul său să îți îndeplinească îndatoririle de pictor al regelui spaniol, Filip al II-lea. Probabil că Pantoja a continuat să lucreze în atelierul maestrului său după ce și-a încheiat pregătirea. S-a căsătorit în 1585 și a început să picteze pentru curte cam în aceeași perioadă. După moartea lui Sanchez Coello în 1588, Pantoja a preluat atelierul maestrului său și a devenit pictor de curte al lui Filip al II-lea al Spaniei.
Pantoja a continuat să lucreze pentru curte și nobilime, pictând portretele prințului Filip, viitorul Filip al III-lea, în 1592 și 1594. Printre cele mai cunoscute lucrările ale sale se numără portretul lui Filip al II-lea purtând o pelerină și o pălărie, toate în negru, pictat în jurul anului 1594 pentru Escorial. Acest portret este una dintre cele mai bune reprezentări ale ideii de majestate spaniolă, bazată pe distanțarea monarhului. La moartea lui Filip al II-lea, în 1598, Filip al III-lea a confirmat statutul lui Pantoja de pictor de curte. Când curtea s-a stabilit în Valladolid în 1601, Pantoja s-a mutat în noua capitală, rămânând în acest oraș, câțiva ani.
Juan Pantoja de la Cruz a pictat un număr mare de portrete de stat cu forțele combinate ale studioului său, ale asistenților, ucenicilor și colaboratorilor săi. A fost în primul rând portretistul familiei regale (pe care a însoțit-o în călătorii la Valladolid, Burgos, Lerma și Escorial) și al aristocrației superioare. Pantoja a pictat, de asemenea, lucrări religioase comandate în primul rând de regina Spaniei, Margareta de Austria, soția lui Filip al III-lea. Picturile cu teme religioase ale lui Pantoja conțin și multe portrete ca figuri auxiliare, ca în Nașterea Sfintei Fecioare (1603) în care a inclus-o pe mama reginei. A pictat și naturi statice, dar, la fel ca frescele sale din tavan, acestea nu au supraviețuit. Pantoja s-a întors cu curtea la Madrid, unde a murit la 26 octombrie 1608.

## Stil

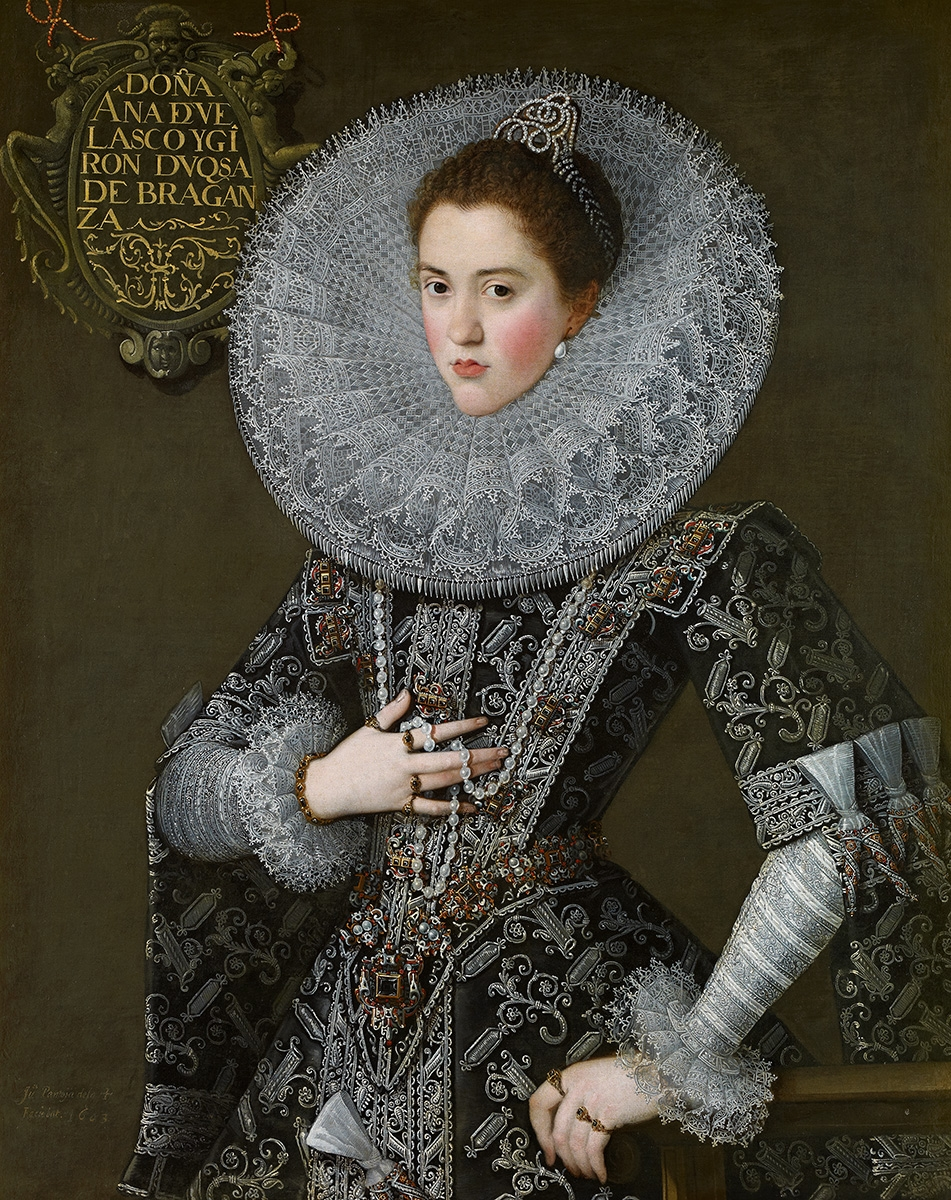
, ducesa de Braganza, la 18 ani în 1603 (Spania, colecția Koplowitz).

Pantoja a urmat tradiția spaniolă a pictorului de portrete regale de curte, revenind la faimosul portret al lui Carol al V-lea (copia lui Pantoja se află la Escorial) și la alte portrete ale lui Tițian. Antonis Mor⁠(d), Alonso Sanchez Coello⁠(d) și Pantoja însuși au continuat tradiția. Arta sa a fost aspru criticată de istorici care aveau prejudecăți față de portretistica non-italiană și, prin urmare, l-au catalogat drept un pictor „neinspirat, plictisitor”, deși „dureros de muncitor”, la curtea lui Filip al III-lea. Formula compozițională a portretelor de stat ale lui Velázquez derivă de la predecesorii săi spanioli, printre care Pantoja de la Cruz.
Calitatea portretelor individuale este variabilă; acestea au fost adesea realizate în mai multe versiuni, cu diferite grade de ajutor din partea asistenților săi. În cele mai bune lucrări ale sale, Pantoja a introdus o combinație impresionantă de rafinament și abstractizare geometrică obținută prin intermediul unui contrast puternic de lumină și umbră. Portretele sale sunt remarcate pentru detaliile meticuloase de a reprezenta broderia complicată a rochiilor și a modelelor de bijuterii. Subiectul este de obicei portretizat stând având un fundal întunecat. Fața și mâinile sunt descrise cu o tehnică mai plată și mai subtilă. Printre portretele sale se numără: Filip al III-lea, Regina Margareta a Austriei, (1606, Prado, Madrid), Infanta Isabel Clara Eugenia (1599), Alte Pinakothek, München. (Ducesa de Braganza, 1603, col.; Doamnă necunoscută, col. Marchiz de Viana; D. Diego de Valmayor, 1605, Ermitaj, Sankt Petersburg) .
Pantoja, pe lângă faptul că a înregistrat un mare succes ca cel mai important portretist al timpului său, a fost un pictor extrem de versatil, care se simțea bine realizând orice gen. Astfel, a furnizat curții spaniole și aristocrației picturi religioase, pânze mitologice și compoziții istorice. Picturile religioase ale lui Pantoja sunt executate cu un stil mai realist și mai dramatic decât portretele sale. Ele variază de la un academism rece și distant până la un tenebrism mai avansat, apropiat de baroc.
Juan Pantoja de la Cruz a fost foarte apreciat ca pictor de animale, dar a fost cunoscut și ca pictor de peisaj și natură statică, care a exploatat noile forme de artă secularizate ce s-au răspândit în Europa la sfârșitul secolului al XVI-lea. A fost aclamat ca un artist talentat de scriitorii contemporani, Lope de Vega și Francisco de Quevedo lăsând dovezi elocvente ale admirației lor pentru Pantoja. În La hermosura de Angelica (1602), o imitație a picturii Orlando Furioso al lui Ariosto, Lope de Vega și-a formulat laudele în următorul cuplet: „Juan de la Cruz que si criar no pudo / Dio casi vida y alma a un rostro mudo; " iar Quevedo a lăudat opera de miniaturistă a Pantojei în poezia „El Pincel”, scrisă în 1615, la șapte ani după moartea Pantojei.